# اچ‌ام‌اس فیفی
اچ‌ام‌اس فیفی (به انگلیسی: HMS Fifi) یک کشتی است که طول آن ۱۷٫۷۵ متر (۵۸ فوت ۳ اینچ) می‌باشد. این کشتی در سال ۱۸۹۴ ساخته شد.